# Jakob Speth
Jakob Speth (* 1820 in Dietenheim; † 1856), auch Jakob Späth genannt, war ein Kirchenmaler.

## Leben

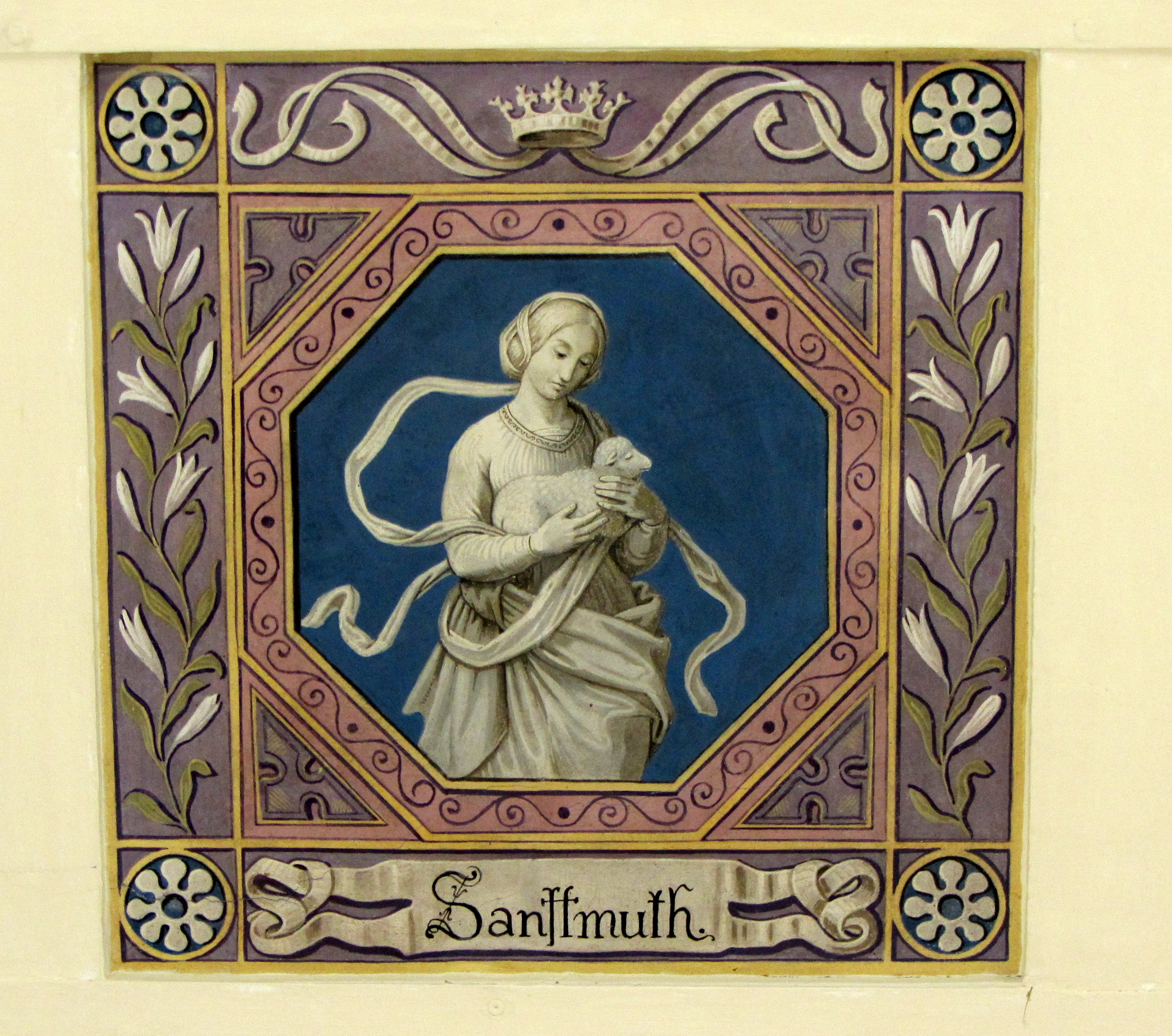
Deckenfresko (Sanftmut) Bergkapelle Erolzheim 2012

Über Speths Leben ist wenig bekannt. Er gehörte zu den Künstlern, die bei der Ausmalung des Speyrer Doms, beginnend 1846, unter der Führung des Oberstdorfer Künstlers Johann von Schraudolph dabei waren. Die unter Schraudolph geschaffenen Fresken wurden in den 1960er Jahren übermalt. 
Des Weiteren ist Speth bei Ausmalung der Gottesackerkapelle des Heiligen Veit in Dietenheim und der Kapelle Maria im Busch in Erolzheim im Jahre 1847 nachgewiesen. Seine letzte Auftragsarbeit war die Ausmalung der Pfarrkirche St. Martin in Schemmerberg im Jahre 1852. Sein Stil lässt sich der Kunstrichtung der Nazarener zuordnen. 